# Kurit-Talsperre

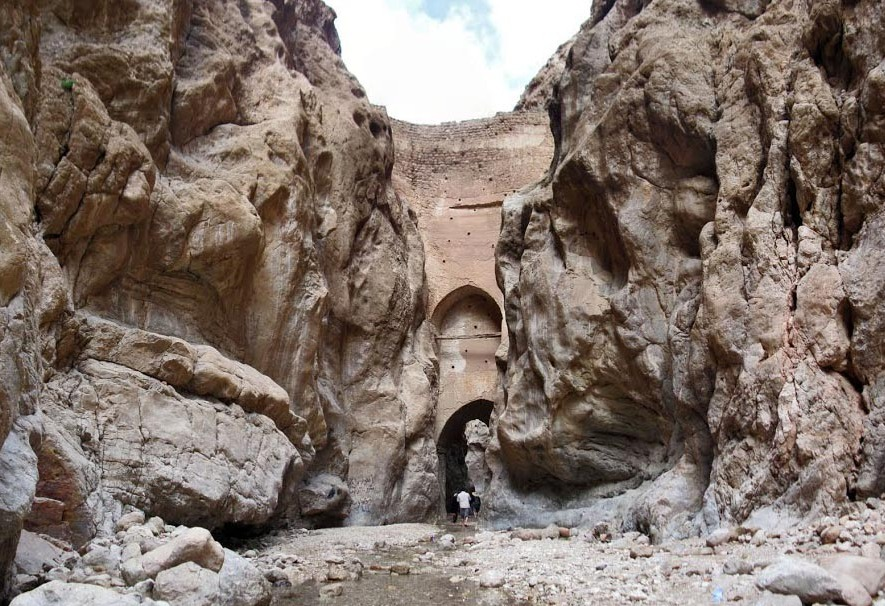
Kurit-Talsperre

Die Kurit-Talsperre (Bend-e-Kurit, auch: Korit) ist eine alte Talsperre im Iran, die um 1350 erbaut wurde. 
Die Bogenstaumauer aus Mauerwerk steht bei der Oase Tabas in der Provinz Süd-Chorasan, südlich von Maschhad und 620 km südöstlich von Teheran. Sie wurde während der Ilchane-Mongolenherrschaft neben einigen weiteren Staumauern erbaut. Sie war mit ihren 58 bis 64 m Höhe bis etwa 1904, also etwa 550 Jahre lang, die höchste der Erde. Um 1850 wurde sie noch einmal um 4 bis 5 m auf 65 m erhöht. Sie hat eine Länge von 27 bis 28 Metern. Der Mauerfuß wurde 1865 mit Ziegelsteinen ausgebessert.
Der Stausee ist heute völlig verlandet, die Mauer teilweise gebrochen und nicht mehr nutzbar.